# Tell Arqa
Pour les articles homonymes, voir Arca.
Tell Arqa, `Arqa ou Arka est un site archéologique situé près du village de Minyara au Liban à 12 km au nord-est de Tripoli.

## Histoire
La place est stratégique car elle permet de contrôler les routes menant de Tripoli vers Tartous et Homs.
La région est bien arrosée, c'est une plaine alluviale côtière, sans doute favorable à la colonisation humaine depuis longtemps. La rivière passe au pied de la colline de Tell Arqa qui comporte des vestiges remontant au Néolithique.

### Période protohistorique
Les plus anciens artéfacts, trouvés en prospection dans la plaine avoisinante, semblent dater du Natoufien et du Néolithique précéramique. Cependant, les niveaux les plus anciens atteints par la fouille du Chantier 1 remontent à l’âge du Bronze ancien II (2800-2650 av. J.-C.). Dès cette période, l’habitat peut être considéré comme un petit centre urbain structuré et organisé. Jusqu’à la fin du IIIe millénaire av. J.-C., le site continue d’évoluer. Plusieurs états de destructions dus à des incendies ont entraîné une conservation exceptionnelle des maisons de cette période, en particulier pour le niveau 16 (Bronze ancien IV), incendié vers 2300 av. J.-C.
L’habitat de ce niveau est conservé sur plus de trois mètres d’élévation, les murs en briques étant brûlés, de même que de nombreux éléments de charpente et de planchers en bois de cèdre et de palmier. Le mobilier céramique, constitué de plusieurs dizaines de jarres, marmites, tasses et cruches, fut trouvé écrasé en place ou en position de chute. Il a été possible de reconstituer avec précision l’organisation du quartier et de chaque unité d’habitation. Une rue périphérique circulaire menait à plusieurs maisons adjacentes de structure identique. Le niveau inférieur, composé de petits casiers carrés, était destiné au stockage des denrées, essentiellement alimentaires, comme en témoigne l’importante quantité de blé brûlé trouvé dans ces casiers. Le premier étage était l’espace de vie et de travail. Des indices d’activité sur une terrasse, voire dans un second étage, sont attestés.
L’époque du Bronze moyen est surtout connue par la présence d’un atelier de potier, de nombreux silos, et d’une nécropole occupée durant presque un demi millénaire. La tombe la plus remarquable est celle d’un guerrier ou d’un chef, caractérisée par une panoplie d’armes en bronze.
Au Bronze récent, le site semble perdre de l’importance au niveau régional, et la ville est détruite par Thoutmôsis III vers 1450 av. J.-C. Le site est déserté durant tout le début de l’âge du fer, et n’est réoccupé qu’au Fer II, comme le montre la présence d’un sanctuaire.

### Période antique
Arqa s'est appelée Irqata, ses habitants sont appelés Arkites ou Arqiens dans la Bible selon les traductions.
Les anciens de la Cité-État d'Irqata ont envoyé une lettre au pharaon d'Égypte Akhenaton pour solliciter son aide contre les assauts des Apirous. Cette missive fait partie des lettres d'Amarna qui sont des tablettes d'ordre diplomatique, retrouvées sur le site de Tell el-Amarna en Égypte.

### Période romaine
Pline l'Ancien cite Arca avec les villes de la Décapole, mais il n'en fait pas une d'entre elles.
Arca (Arca Cæsarea) a été le lieu de naissance de l'empereur romain Sévère Alexandre en 208.

### Période des croisades

#### Pendant lapremière croisade(1096-1099)
Après le siège d'Antioche, l'armée franque est en marche vers le sud. Une partie des troupes arrive le 12 février 1099 devant Arqa. En dépit de la bienveillance des gouverneurs arabes de Tripoli, elle s'y trouvera bloquée par la résistance des musulmans installés dans la forteresse. Raymond de Saint-Gilles y perdra le 26 février 1099, Anselme de Ribemont comte d'Ostrevent, ambassadeur des Francs auprès de l'empereur grec, Alexis Comnène, ainsi que Pons de Balazuc. Ne parvenant à la prendre, il lève le siège au bout de trois mois et poursuit vers Jérusalem.

#### Entre les première etdeuxième croisades(1099 - 1147)
Ce n'est qu'en 1108, que son cousin Guillaume Jourdain, comte de Cerdagne prend la ville après trois semaines de siège.

#### Entre les deuxième ettroisième croisades(1148 - 1189)
En 1167, Nur ad-Din, profite de la captivité du comte de Tripoli Raymond III, essaie de prendre Arqa. Le roi de Jérusalem Amaury Ier fait don d'Arqa aux Hospitaliers de l'ordre de Saint-Jean de Jérusalem. 
En 1171, l'atabeg de Mossoul revient à nouveau assiéger la forteresse qui résiste.

#### Entre lesseptièmeethuitième croisades(1254-1270)
La citadelle d'Arqa est prise aux Hospitaliers au moment de l'effondrement du comté de Tripoli en 1266 par Baybars.